# Сокольниково (Тверская область)
Сокольниково — деревня в Борковском сельском поселении Бежецкого района Тверской области России.

## География
Расположена восточнее деревни Горни и южнее деревни Иевлево. Просёлочной дорогой связана с автомобильной дорогой 28К-0058.

## Население
| 2008 | 2010 |
| ---- | ---- |
| 1    | →1   |